# Río Saldaña
El Saldaña es un río de Colombia que desemboca en el río Magdalena y que discurre por el departamento del Tolima.

## Geografía
El río Saldaña nace en el páramo de Santo Domingo, en el parque nacional natural Nevado del Huila, en jurisdicción del municipio de Planadas (Tolima) a una altitud de 3.700 m s. n. m.. Desemboca en el río Magdalena en jurisdicción del municipio de Suárez a una altitud de 272 m s. n. m..
Entre los principales afluentes del río Saldaña están: Amoyá, Atá, Siquila, Mendarco, Candelarito, Cucuana, Anamichú, Lemaya, Ortega, Pole, San Antonio, San Jorge, Tetuán y Cambrín.

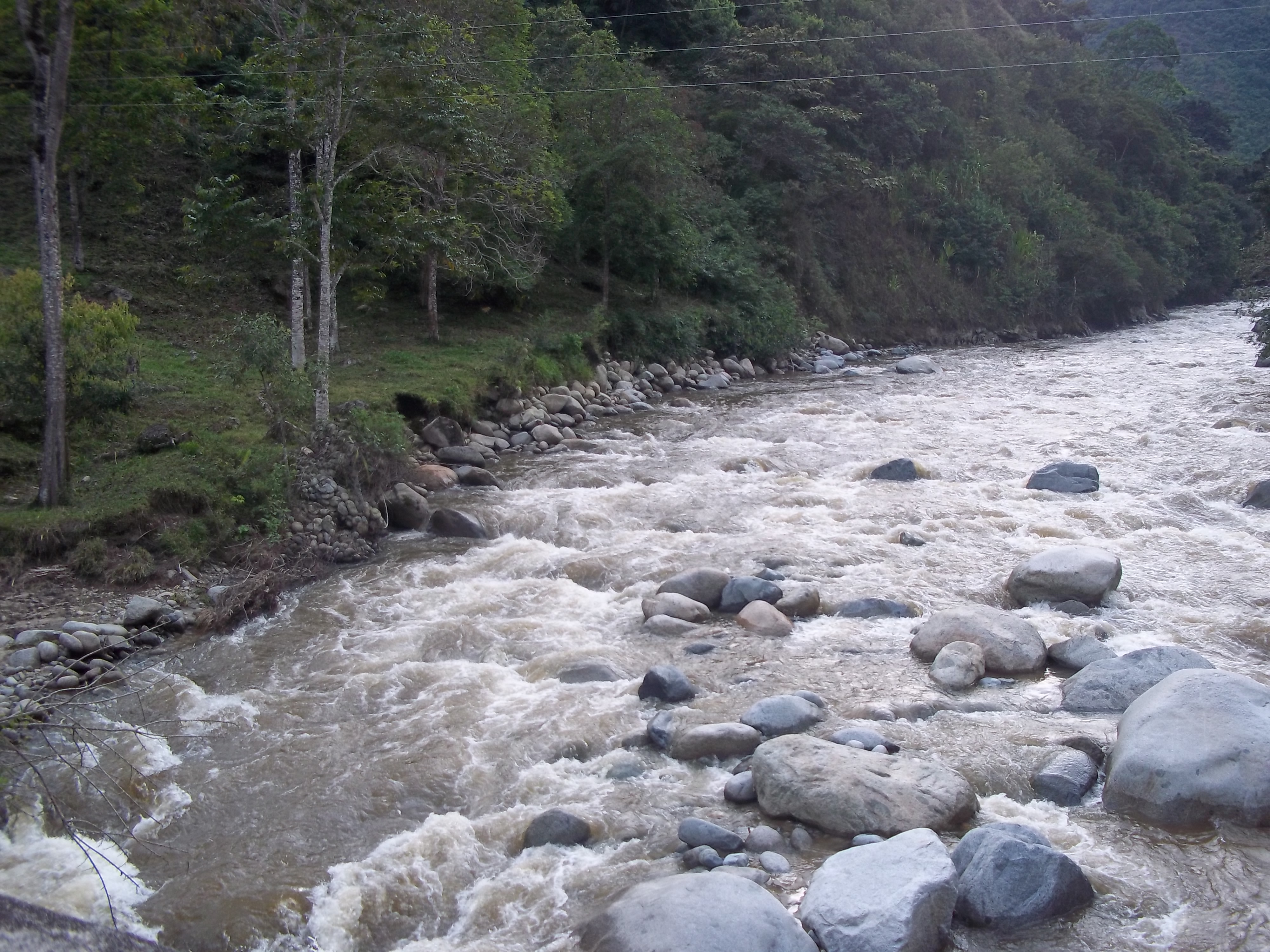
Río Cambrín.

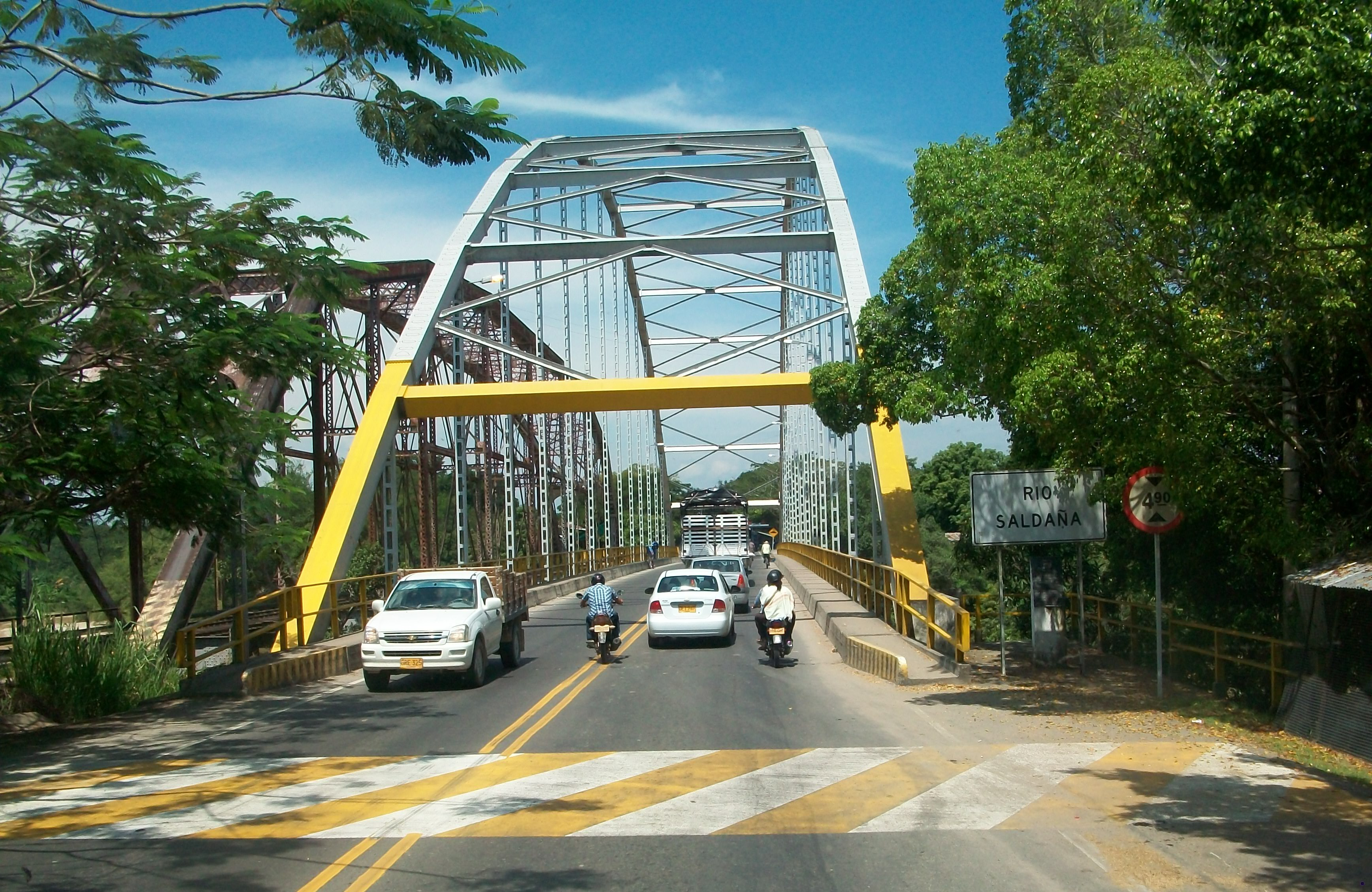
Puente sobre el río en el municipio de Saldaña.